# In Amplissimo
 In Amplissimo  è un'enciclica di papa Leone XIII, datata 15 aprile 1902, scritta all'Episcopato cattolico degli Stati Uniti sulla situazione della Chiesa statunitense.